# Palaeorhiza cuprea
Palaeorhiza cuprea är en biart som beskrevs av Hirashima 1988. Palaeorhiza cuprea ingår i släktet Palaeorhiza och familjen korttungebin. Inga underarter finns listade i Catalogue of Life.